# Ligne de tramway 9 (SNCV Groupe de Mons-Borinage, 1954)
Ne doit pas être confondu avec Ligne de tramway 9 (SNCV Groupe de Mons-Borinage, 1938).
La ligne 9 est une ancienne ligne de tramway du Groupe de Mons-Borinage du groupe du Hainaut de la Société nationale des chemins de fer vicinaux (SNCV) qui a fonctionné entre le 27 mars 1954 et le 15 mars 1970.

## Histoire
La ligne est mise en service le 27 mars 1954 en traction électrique sous l'indice 9 entre la gare de Mons et Dour Trichères via Boussu Bois Temple.
Elle est supprimée le 15 mars 1970 en même temps que la ligne 7 et remplacée par une ligne d'autobus sous le même indice. La suppression de ces lignes entraine la fermeture à tout-trafic des sections Mons passage supérieur de l'avenue de Jemappes - Dour Trichères, Boussu Bois Vedette - Dour carrefour des rues Fulgence Masson et du Maréchal Foch (via Boussu Bois Temple) et Dour carrefour des rues Grande et du Général Leman - Wihéries Ferme,,,.

## Vestiges
- Superstructure :
  - accotement le long du chemin puis de la rue des Wallants à Boussu et Dour.

## Infrastructure

### Dépôts et stations
Nom : (gare) : quand le dépôt ou la station est accolé ou proche d'une gare.
Type : D : dépôt , S : station , Sf : si la station sert de gare douanière à la frontière , Sp : si la station est établie dans un bâtiment privé le plus souvent un café ou plus rarement une habitation privée.
| Illustration | Nom       | Type | Commune   | Localisation                | État         | Remarques |
| ------------ | --------- | ---- | --------- | --------------------------- | ------------ | --------- |
|              | Quaregnon | D    | Quaregnon | 50° 26′ 35″ N, 3° 52′ 18″ E | Désaffectée. |           |

## Exploitation

### Horaires
Tableaux :
- 830 en 1958, numéro partagé entre les lignes 6 Mons SNCB - Élouges Place, 7 Mons SNCB - Quiévrain Rue de Valenciennes, 8 Mons SNCB - Erquennes Dépôt et 9 Mons SNCB - Dour Trichères[6].